# 186 (عدد)
186 هو عدد صحيح. طبيعي بين 185 و187

## في الرياضيات

### خصائص
- 186عدد زوجي
- 186عدد زائد
- 186 عدد مضلعي (14 أضلاع-63 أضلاع-...)